# ピーター・ブル
ピーター・ブル（Peter Bull、1912年3月21日 - 1984年5月20日）は、イギリスの俳優。イギリスでは性格俳優として有名で、『アフリカの女王』や『博士の異常な愛情』などに出演した。

## 出演作品
- ジョゼフ・アンドリュースの華麗な冒険
- ドリトル先生不思議な旅　ベロウズ将軍
- 殺しの免許証
- 博士の異常な愛情（サデスキー大使）
- 不思議の国のアリス（公爵夫人）
- 戦慄の殺人屋敷
- 恋のラストチャンス
- ガリバーの大冒険
- 拳銃の報酬
- 地中海夫人
- アフリカの女王
- 死せる恋人に捧ぐる悲歌